# Инзагатуй
Инзагату́й (бур. Инзагата) — улус в Джидинском районе Бурятии. Образует сельское поселение «Инзагатуйское».

## География
Улус расположен в 53 км северо-восточнее районного центра — села Петропавловка, в 10 км севернее автомобильной трассы Р440 Гусиноозёрск — Закаменск, на южных склонах горы Бурин-Хан, отрога Малого Хамар-Дабана.

## История
История селения берёт начало с переселения в Инзагатуйскую долину рода алагуй в конце XVII века. В улусах долины жили семьи казаков-бурят, нёсших пограничную службу.

### Происхождение названия
По преданию, давным-давно в этих местах охотился великий Чингисхан, который, увидев двух изюбрей и трёх маленьких косуль (по-бурятски «инзаган» — косуля-сеголетка), дал название этой долине.

## Население
| 2002 | 2010 | 2012 | 2013 | 2014 | 2015 | 2016 |
| ---- | ---- | ---- | ---- | ---- | ---- | ---- |
| 1049 | ↘692 | ↘651 | ↘617 | ↘594 | ↘556 | ↘523 |
| 2017 | 2018 | 2019 | 2020 | 2021 | 2023 | 2024 |
| ↘498 | ↘489 | ↘473 | ↘424 | ↗498 | ↘473 | ↘453 |

## Экономика
Большинство инзагатуйцев занимается скотоводством. В селе успешно работает несколько крестьянско–фермерских хозяйств.

## Социальная инфраструктура
- Средняя школа
- Участковая больница
- Дом культуры
- Библиотека
- Почта

## Достопримечательности
- Священная гора Бурин-Хан. На её вершине есть небольшое чистое озеро и целебный источник.
- Скульптурная композиция «Пять косуль»

## Известные люди
- Аюшеев, Радна Будаевич (1922—1944) —  участник Великой Отечественной войны, снайпер морской пехоты Северного флота
- Жалсараев, Дарма-Доди Аюшеевич (1904—1997) — лама, ширээтэ (настоятель) Иволгинского дацана в 1980—1986 гг.
- Гомбо-Сурун Цыремпилова — Герой Социалистического Труда, депутат Верховного Совета РСФСР четырёх созывов, лучший овцевод  республики 1963 года.
- Дарицыренова (Ринчинова) Мария Николаевна — Заслуженный учитель Бурятской АССР, ветеран труда и тыла в годы Великой Отечественной войны.